# HMS Coreopsis (K32)
«Криєзіс» (грец. ΒΠ Κριεζής ), раніше HMS Coreopsis — британський корвет типу «Флавер», один з 4-х корветів класу переданих у позику Греції під час Другої світової війни.

## Історія
Корвет отримав ім'я Антоніоса Криєзіса (грец. Αντώνιος Κριεζής, 1796–1865) — відомого судновласника й капітана, учасника грецької Визвольної війни 1821 −1829 років, у подальшому віце-адмірала, міністра та прем'єр-міністра Греції. Командування корветом прийняв у листопаді 1943 року коммандер Дімітріос Кесес. «Криєзіс» забезпечував проводку конвоїв в Атлантиці та взяв участь у висадці сил союзників у Нормандії разом з однотипним грецьким Томбазіс (корвет). Упродовж перших 9 днів висадки «Криєзіс» провів 2 конвої з міста Портсмут (Англія) й один з міста Фалмут до Нормандії. З 23 до 29 червня 1944 року «Криєзіс» супроводжував конвої за маршрутом Уельс — півострів Корнуолл, а потім провів 9 конвоїв між 7 липня та 10 серпня з Портсмута до Нормандії.
Наприкінці жовтня 1944 року прибув до Александрії, а згодом — до звільненого Пірея. У повоєнні роки «Криєзіс» брав участь у грецькій громадянській війні 1946–1949, був повернутий Великій Британії у вересні 1951 року. У червні 1952 був виключений зі складу флоту й за місяць зданий на злам.